# Карл Магнус фон Баден-Дурлах
Карл Магнус фон Баден-Дурлах (на немски: Karl Magnus von Baden-Durlach; * 27 март 1621, Карлсбург, Дурлах; † 29 ноември 1658, Карлсбург, Дурлах) е титулар-маркграф на Баден-Дурлах и генерал-лейтенант на шведската войска.

## Живот
Той е вторият син на маркграф Фридрих V фон Баден-Дурлах (1594 – 1659) и първата му съпруга Барбара фон Вюртемберг (1593 – 1627), дъщеря на херцог Фридрих фон Вюртемберг.
През 1635 г. Карл Магнус пътува с по-големия си брат Фридрих VI (1617 – 1677). През 1640 г. започва служба в шведската войска при зет си Юхан Банер. През 1655 г. шведският крал го прави генерал-лайтенант. През юли 1658 г. се разболява и се връща в Баден и умира през ноември същата година. Погребан е в манастирската църква в Пфорцхайм.

## Фамилия
Карл Магнус се жени на 23 януари 1650 г. в Шилингсфюрст за графиня Мария Юлиана фон Хоенлое-Шилингсфюрст (* 23 март 1622, Шилингсфюрст; † 1675), дъщеря на граф Георг Фридрих II фон Хоенлое-Шилингсфюрст и графиня Доротея София фон Золмс-Хоензолмс. Те имат децата:
- Карл Фридрих (1651 – 1676), малтийски рицар
- Шарлота София (1652 – 1678), омъжена на 24 февруари 1676 г. за граф Емих XIV фон Лайнинген-Дагсбург-Емихсбург (1649 – 1684)
- Елеанора Барбара (1656 – 1657)
- Фридерика Христина (1658 – 1659)